# Laelia ketyeana
Laelia ketyeana é uma espécie rupícola mineira que vegeta numa altitude de 1000 m em pleno sol. Pseudobulbos roliços, periformes e curtos de 2 cm de altura, portando uma única folha carnosa, grossa, coriácea e claviculada de 5 cm de comprimento. Hastes florais com 2 ou 3 flores. Flor de 1,5 cm de diâmetro com pétalas e sépalas de cor rosa claro. Foi descoberta pelo veterano orquidófilo Eddie Waras e o nome da espécie homenageia Dna. Kety.<
Floresce no verão.